# サニャルトゥ空港
サニャルトゥ空港（サニャルトゥくうこう、スペイン語: Aeropuerto Guardiamarina Zañartu）とは、アメリカ大陸最南端近くのフエゴ諸島のチリ領ナバリノ島にある世界最南の町村プエルト・ウィリアムズに所在する空港である。

## 概要
滑走路は、1424mのが2つある。小型機が発着する。定期便が運行する世界最南の空港である。
DAP航空のプンタ・アレーナス発着の便のみである。最寄のチリのプンタ・アレーナスの空港より1時間15分かかる。

## 就航路線

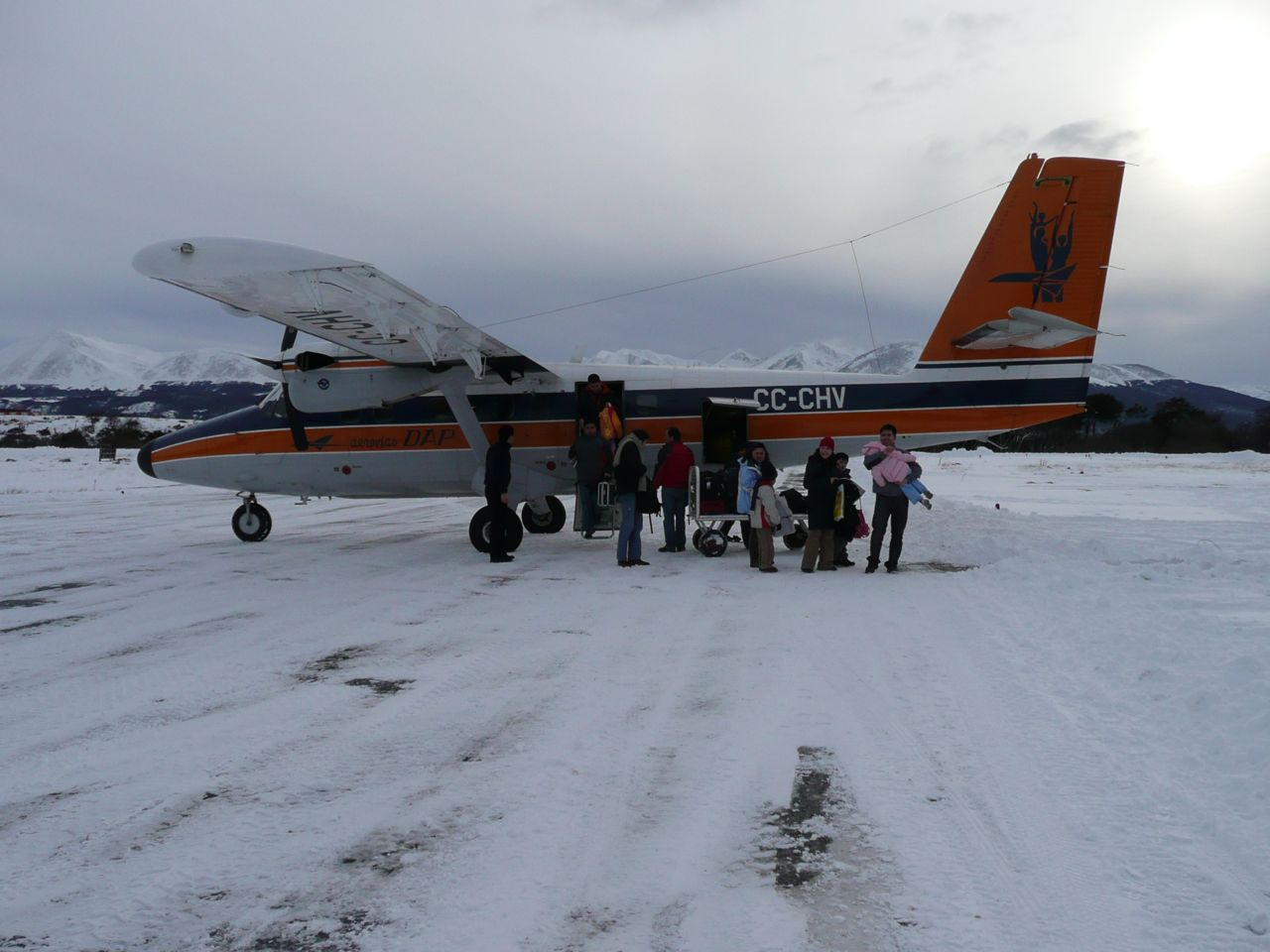
サニャルトゥ空港に着陸した飛行機

| 航空会社 | 就航地             |
| -------- | ------------------ |
| DAP航空  | プンタ・アレーナス |